# Герб Елваша
Ге́рб Е́лваша — офіційний символ міста Елваш, Португалія. Використовується як територіальний герб. У червоному щиті лицар у срібному обладунку на золотому коні, що крокує ліворуч по зеленій траві. Лицар тримає у руці чорний спис зі срібним прапором, на якому малий герб Португалії. Кінь одягнений у золоту попону, на якій так само малі герби Португалії. У срібній облямівці чорний хрест і латинський напис: «CUSTODI NOS, DOMINE UT PUPILLAM OCULI» (Бережи нас, Господи, як зіницю ока). Щит увінчує срібна мурована міська корона з п'ятьма вежами. Внизу ланцюг із зіркою Ордена Вежі й Меча.
Під щитом біла стрічка, на якій великими літерами напис португальською: «cidade de Elvas» (місто Елваш).  Офіційно затверджений 5 лютого 1930 року.  Лицар уособлює короля Саншу II, який 1226 року визволив місто від маврів і за три роки надав йому права самоврядування. Латинський напис — перифраз із Давидових псалмів (Пс. 17:8).

## Галерея

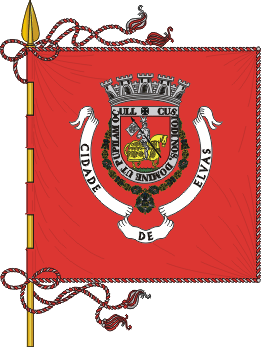
Прапор
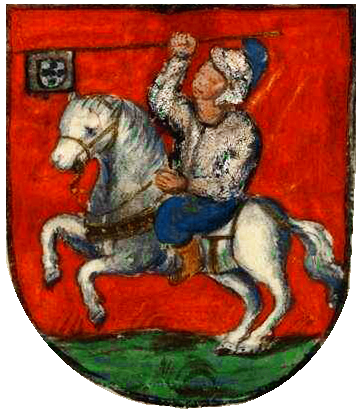
Thesouro de Nobreza
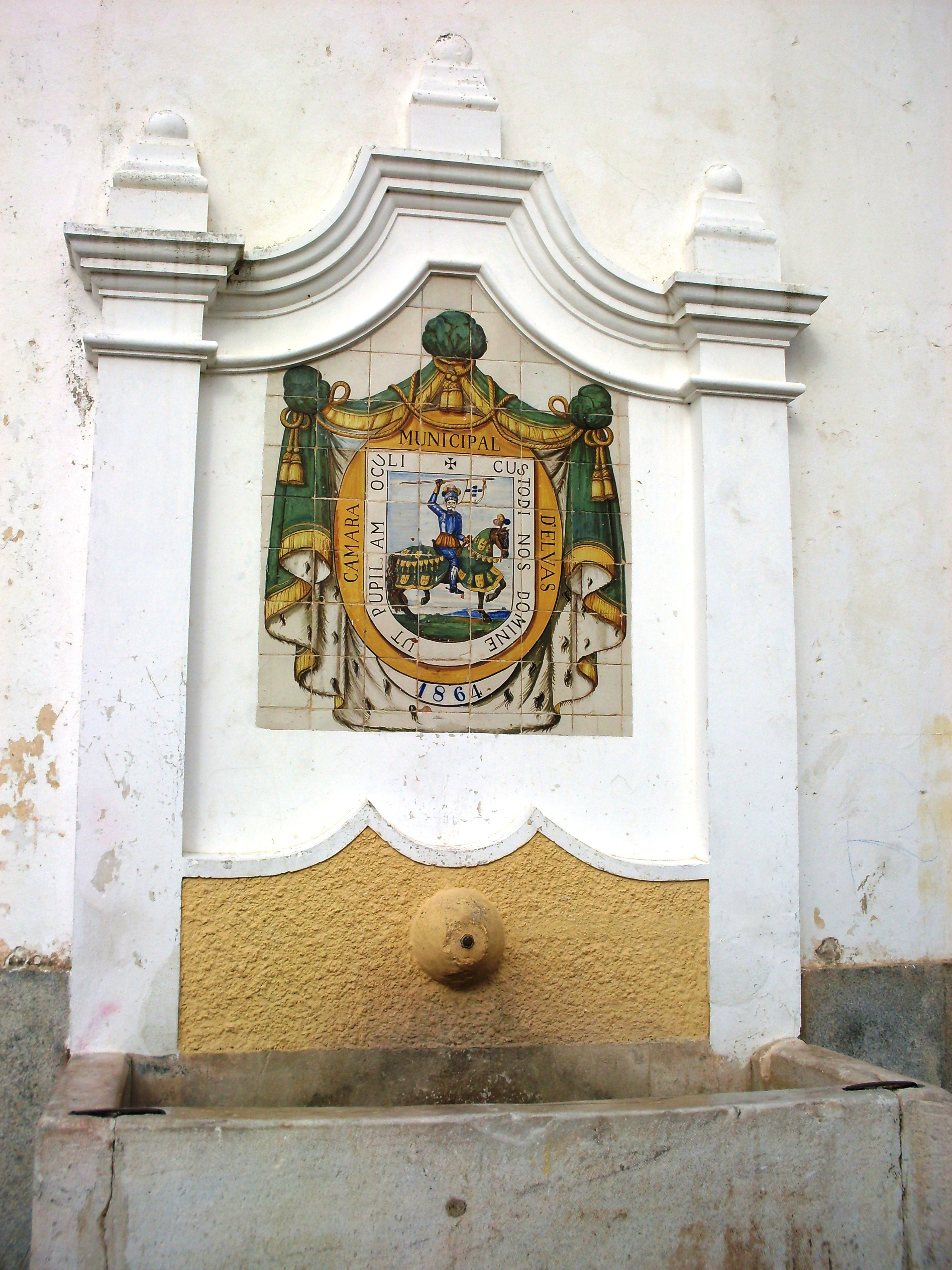
Герб